# Polyblastia
Polyblastia — рід лишайників родини Verrucariaceae. Назва вперше опублікована 1852 року.